# Vanessa Neumann
Vanessa Neumann (Caracas,  1972) es una diplomática venezolana-estadounidense, emprendedora, escritora y teórica política. Neumann es la presidenta y fundadora de Asymmetrica, una consultora de riesgo político y empresa de comunicaciones estratégicas con sede en Ciudad de Nueva York,Estados Unidos. Neumann prestó servicio por cuatro años en la OCDE en su Grupo de Trabajo para Contrarrestar el Comercio Ilícito, y fue asesora a Mujeres de ONU en estrategias basadas en género para impedir y contrarrestar el extremismo violento.  Neumann es autora de Blood Profits: How American Consumers Unwittingly Fund Terrorists (Lucros de Sangre: Cómo Consumidores Norteamericanos Inconscientemente Financian Terroristas), publicada en 2017, así como su edición brasileña del 2018, Lucros de Sangue.
Durante la crisis presidencial de Venezuela del 2019, una sesión plenaria de la Asamblea Nacional de Venezuela aprobó su designación como embajadora para el Presidente Encargado Juan Guaidó. Esté nombrada Embajador y Jefe de Misión para Venezuela al Tribunal de St. James es en el Reino Unido. Desde entonces ha fungido como la Representante Oficial del Gobierno Interino de Venezuela ante el Reino Unido e Irlanda. En 2020, Neumann fue una figura central en la decisión histórica del Tribunal Superior del Reino Unido que según el tribunal el oro podía ser movido por Juan Guaidó, por encima de la de Nicolás Maduro ya que el Reino Unido "reconocía" a Guaidó.

## Primeros años
Vanessa Neumann nació en Caracas, Venezuela, hija de Michal (Miguel) Neumann (1947-1992) y Antonia Donnelly (1947-2015). Miguel Neumann era el hijo de los emprendedores Hans y Milada Neumann, judíos que emigraron de Checoslovaquia a Venezuela en 1949. Antonia Donnelly de Neumann era una estadounidense de ascendencia irlandesa e italiana. El abuelo de Vanessa Neumann, Hans Neumann, cofundó Corimon (Corporación Montana Industrial), el cual tuvo su IPO en la Bolsa de Nueva York desde 1993, y creó la Fundación Neumann, una fundación filantrópica con las misiones de reducir la pobreza y proveer educación cultural. También establecieron el Instituto de Diseño Neumann, y era cofundador del Museo de Arte Contemporáneo Sofia Imber y del Instituto de Estudios Superiores de Administración (IESA), el cual, bajo la gestión del profesor del Colegio de Administración de Harvard Michael Porter, enseñó administración empresarial estilo americano. Por 25 años, Hans Neumann era también el accionista importante de la Compañía de Mustique, el cual posee la isla de Mustique. También era dueño de dos diarios en Venezuela: el angloparlanteThe Daily Journal, y Tal Cual, que era de oposición al chavismo y fue editado por Teodoro Petkoff.  Milada Neumann fue galardonada con el Orden de Francisco de Miranda. Miguel Neumann fundó Intercomunica, el cual produjo una serie televisiva que entrevista dirigentes políticos a nivel mundial y una serie de libros sobre cultura y cine venezolanos. Miguel Neumann también poseyó la bodega y viñedos españoles Vega Sicilia.
De niña, Neumann estudió en Caracas en el Santiago de León y luego en el Humboldt Schule, donde aprendió alemán.

## Carrera profesional
Neumann recibió su B.A. (1994), M.A. (1998), M.Phil. (2000), y Ph.D. (2004) de la Universidad de Columbia, donde entregó su disertación doctoral, "Autonomía y Legitimidad de Estados: Una Investigación Crítica a la Intervención Extranjera," bajo el tutelage de rawlsiano Thomas Pogge.
En la década los 1990, Neumann ejerció como periodista en Caracas para el diario angloparlante The Daily Journal, y luego en los departamentos de planificación estratégica y finanzas corporativas en el conglomerado venezolano de petroquímicos Corimon, durante la época de su listado en la Bolsa de Valores de Nueva York, el NYSE. Después de graduarse en economía y filosofía en 1994, Neumann trabajó para el ministro consejero de Asuntos Petroleros en la Embajada de Venezuela en Washington D. C., y fue parte del equipo que trajo el primer caso antes de la Organización de Comercio Mundial. Luego de servir su patria, volvió al sector privado y la Ciudad de Nueva York para trabajar como agente de compra de petroquímica Blue Channel Chemicals, el cual negociaba compras al por mayor de materia prima para Corimon.
Mientras estudiaba para su doctorado, Neumann fue voluntaria para UNICEF por cuatro años, empezando en el 2001, recaudando fondos de donantes individuales y corporativos y viajando a Tanzania para coordinar con la administración de salud local el programa de distribución de vacunas para el tétanos. En el Centro para Filosofía Aplicada y Ética Pública  (CAPPE, por sus siglas en inglés) en Canberra, Australia, en 2006,  apoyó la investigación por Thomas Pogge de las reformas al orden institucional global para la atenuar la pobreza extrema. Mientras trabajaba de profesora de filosofía en Hunter College de La Universidad de la Ciudad de Nueva York, también fue analista en el Instituto Internacional para Estudios Estratégicos (IISS por sus siglas en inglés) en Londres, donde investigaba temas de seguridad latinoamericana, particularmente el rol de Venezuela en proporcionar sustento y financiamiento para la guerrilla colombiana FARC. Luego fue editora-en-grande para Diplomat, una revista de Reino Unido para la comunidad diplomática en el Reino Unido y la Unión Europea. En el 2009 y 2010, Neumann trabajó en el campo en Colombia observando la reintegración de paramilitaries. En 2013, el año que Vanessa Neumann, Inc. se renombró Asymmetrica, Neumann fue la editora académica para los Estados Unidos Comando de Operaciones Especiales (SOCOM) en su texto de enseñanza en contrainsurgencia en Colombia.
Las charlas académicas de la Dra. Neumann están centradas en tres áreas de investigación: Venezuela, los nexos entre grupos criminales y terroristas, e inversión extranjera (particularmente de China) en el sector de energía latinoamericano. También es experta citada en flujos financieros ilícitos de falsificación china.
Neumann es una comentarista en políticas y una crítica muy vocal de los regímenes de Hugo Chávez y Nicolás Maduro, y cita el crimen organizado conducido por los chavistas como causa de opresión en su Venezuela nativa. Su libro Blood Profits (Lucros de Sangre) culpa el delito organizado por el Maduro régimen por el derrumbamiento económico y vulneraciones de derechos humanos en su país.
Neumann ha publicado artículos en El Wall Street Journal, Daily Beast, El Sunday Times (de Londres) Tiempo de domingo, El Guardián, El Telégrafo Diario, El Estándar Semanal, Standpoint y muchas otras publicaciones. [La cita necesitada]  aparece regularmente encima CNN, CNNE, Negocio de Zorro, Al Jazeera, NTN24, GloboTV, y otras redes. Es una invitada regular en Varney & Co. Su trabajo escrito ha sido utilizado por el Departamento de Estado y el American Enterprise Institute. Las investigaciones de Neumann sobre los nexos venezolanos entre criminales y terroristas, han sido citadas en el libro de Matthew Levitt, Hezbolá: La Huella Global del Partido Líbanés de Dios (Washington D. C.: Editorial de la Universidad de Georgetown, 2013) y Louise Shelley  Enredos Sucios : Corrupción, Crimen y Terrorismo (Nueva York: Cambridge, 2014), entre otros trabajos.
Neumann fundó Asymmetrica en Nueva York en 2010 con su nombre original, Vanessa Neumann, Inc. Fue y sigue siendo una asesora que conduce investigaciones anticorrupción y relaciones gubernamentales para contrarrestar las finanzas y el comercio ilícitos. Fue renombrado Asymmetrica en 2013. La empresa es parte de la red de búsqueda para la Dirección Ejecutiva Antiterrorismo del Consejo de Seguridad de la ONU.
El 13 de marzo del 2019, la Neumann dio testimonio el Comité de Relaciones Exteriores de la Cámara de Diputados del Congreso de Estados Unidos (House Foreign Affairs Committee of the United States Congress) cómo parte de la audience sobre el proyecto de ley H.R. 1004: Prohibición de Acción Militar en Venezuela No Autorizada.
Durante la 2019 crisis presidencial venezolana, una sesión plenaria de la Asamblea Nacional de Venezuela aprobó su designación por el presidente Encargado Juan Guaidó a ser su Embajadora y Jefe de Misión a la Corte de Santiago (el Reino Unido), donde es recibida como la Representante Oficial del Gobierno Interino de Venezuela.
Neumann fue una figura central en un juicio histórico sobre quién controla las reservas de oro nacionales de Venezuela en las bóvedas del Banco de Inglaterra (Nicolás Maduro o Juan Guaidó) que tuvo lugar en la Corte Superior de Londres, del 22 al 25 de junio de 2020. En el día que comenzó el juicio, Neumann declaró claramente el propósito de ese proceso jurídico: “El oro en las bóvedas en el Banco de Inglaterra son nuestras reservas nacionales. Pertenecen al pueblo, para asegurar el futuro de nuestra nación.” El 2 de julio de 2020, El juez Nigel Teare emitió su decisión: el gobierno de Su Majestad del Reino Unido "inequívocamente" reconoce a Juan Guaidó como el presidente de Venezuela. En el Wall Street Journal, Juan Guaidó declaró: “Esto es una victoria magnífica para nosotros en el área de ley internacional," y Neumann declaró: "Es una reserva nacional,  está resguardada para el futuro, para la reconstrucción del país en un sistema democrático.”  Al Tiempo Financial Times, Neumann dijo: "El veredicto es una victoria para los venezolanos y para el estado de derecho más ampliamente. Destaca la importancia de un poder judicial independiente y apolítico." El 5 de julio de 2020, Su Majestad La Reina Isabel II envió una carta a Juan Guaidó felicitando el pueblo venezolano en ocasión de sus celebraciones de Día de la Independencia.
En noviembre del 2020, Neumann cambió se perfil en la red profesional LinkedIn para reflejar su regreso al sector privado como presidente de su empresa Asymmetrica.
El 4 de febrero del 2022, Neumann fue designada a la junta directiva de Tintra, un banco británico y empresa de rápido crecimiento en tecnología de regulación financiera, listada en el mercado AIM de la Bolsa de Valores de Londres. En una entrevista del 10 de marzo del 2022 en la revista Finance Monthly (Finanzas Mensuales), habló de como los sesgos y prejuicios en el sistema financiero occidental imponen retos para mercados emergentes y explicó por qué opina que tecnología avanzada como la inteligencia artificial, como la que Tintra está desarrollando, es clave para crear eficiencias y promover el desarrollo.
Afiliaciones actuales [la cita necesitada]
- Dirección Ejecutiva para la Red de Investigación del Terrorismo (GCTRN, por sus siglas en inglés) del Consejo de Seguridad de las Naciones Unidas, Nueva York, NY. Desde 2015.
- Socia, Programa de Justicia Global, Universidad de Yale; New Haven, CT. Desde 2014.

## Vida personal
Neumann salió con Mick Jagger en 1998. Su relación terminó en el 2002. Luego se comprometió con el aristócrata escocés William Stirling. Se casó con William Cash, hijo del Señor William Cash, un político conservador británico muy apegado a la ex primera ministra Margaret Thatcher y diputado para Stone. Se divorciaron en el 2010.
Vanessa Neumann es una apasionada jinete ecuestre y buzo. En enero de 2014 logré su certificación PADI como un buzo de aire enriquecido, conocido como buceo nitrox buceo.

## Libros
- Neumann, Vanessa Antonia (2004). Autonomía y Legitimidad de Estados: Una Aproximación Crítica a Intervención Extranjera. Disertación, Columbia Universidad.
- Neumann, Vanessa (2017). Blood Profits: How American Consumers Unwittingly Fund Terrorists. St. Martin's Press. ISBN 978-1-250-08935-9.
- Neumann, Vanessa (2018). Lucros de sangue: Como o consumidor financia o terrorismo. Matricial Editora. ISBN 978-8-582-30500-3